# San Cristóbal (wyspa)
San Cristóbal – wyspa w archipelagu Galapagos. Jest ona piąta pod względem powierzchni, znajduje się najdalej na wschód w archipelagu. Nazwa wyspy pochodzi od patrona marynarzy, Świętego Krzysztofa.

## Geologia

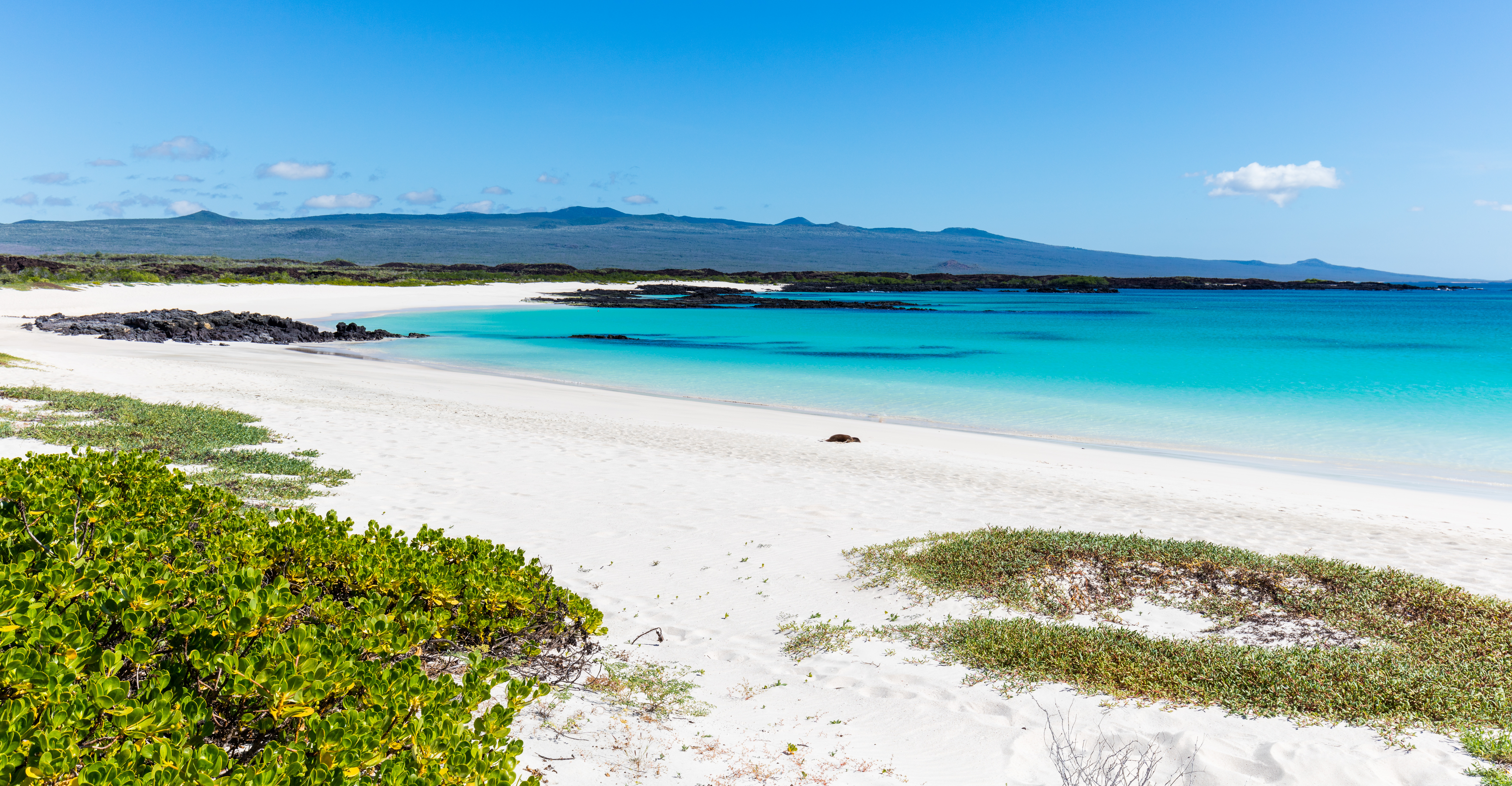
Cerro Brujo na wyspie San Cristóbal

San Cristóbal jest wyspą pochodzenia wulkanicznego. Znajdują się na niej 4 wygasłe wulkany. Najwyższy szczyt wznosi się na 730 m n.p.m. Jest najbardziej na wschód wysuniętą wyspą Galapagos. W jej północnej części znajduje się jedyne stałe jezioro archipelagu – El Junco.

## Ludność
Wyspa jest zamieszkana przez około 5400 ludzi, znajduje się na niej Puerto Baquerizo Moreno – ośrodek administracyjny prowincji Galápagos i mniejsze miasto, El Progreso, które jest najstarszą miejscowością na wyspach. Baquerizo Moreno jest miastem portowym, posiada także lotnisko.

## Fauna
Dostępność i znaczna liczba ludności wyspy utrudnia ochronę jej przyrody. Występują tu gatunki zawleczone przez ludzi, w tym agresywnie pleniące się rośliny, gujawa i jeżyna oraz dokuczliwa dla ludzi i zwierząt zagrodowych meszka Simulium bipunctata. Występują tu endemiczne gatunki zwierząt, jak jaszczurka Microlophus bivittatus i przedrzeźniacz plamisty (Mimus melanotis), oraz podgatunki zwierząt znanych z innych części archipelagu, jak żółw słoniowy Chelonoidis nigra chathamensis.